# 爬行主义
爬行主义是中国文化大革命期间经常被引用的政治术语之一，常与“洋奴哲学”并用。其内容表述大致是“（技术上）跟在洋人屁股后面，亦步亦趋的爬行”。
“洋奴哲学，爬行主义”最早是作为加给刘少奇的罪名出现。批判爬行主义的实质是反对从国外技术引进，认为这与毛泽东自大跃进所提倡的“独立自主，自力更生”相违背。随着文革的进行，这条罪名之后也被加给一些其他在中共政治斗争中败下或受到批判的人物，如林彪、邓小平等。但实际上自1973年起，中国就拟定了四三方案，逐步从西方引进吸收先进技术。
文革结束后不久，邓小平上台主政。1978年，谷牧代表团访问西欧返回后作报告，使中共中央承认与西方技术差距之巨，主流政策开始向引进西方技术和进口高度倾斜，“爬行主义”的说法淡出了官方术语行列。